# هوي لين لي
هوي لين لي (1911-2002) (بالإنجليزية: Hui-Lin Li)‏ هو عالم نبات صيني.